# Nowofedoriwka (Saky)
Nowofedoriwka (ukrainisch Новофедорівка; russisch Новофёдоровка Nowofjodorowka; krimtatarisch Novofödorovka) ist eine Siedlung städtischen Typs und ein Militärflugplatz (ICAO-Code UKFI) in der Nähe von Saky auf der Krim.

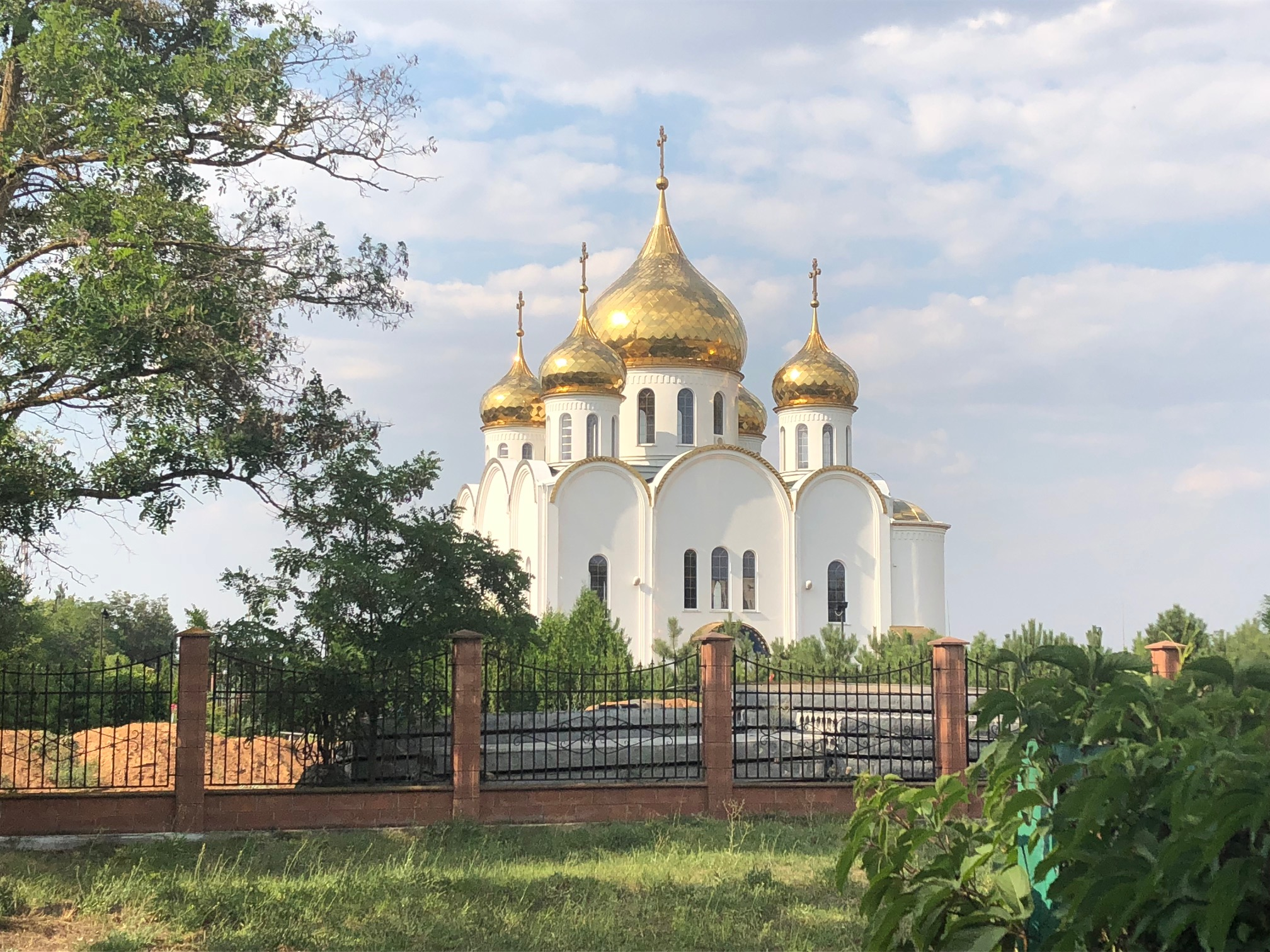
Kirche des Heiligen Theodor Uschakow

## Ortschaft
Die Siedlung Nowofedoriwka wurde 1992 nach dem Zerfall der Sowjetunion aus dem gleichnamigen Militärflugplatz gegründet.
In Nowofjodorowka befindet sich die Kirche des Heiligen Rechtschaffenen Theodor Uschakow.

## Militärflugplatz
Nowofedoriwka ist die Basis des 43. Selbständigen Schlachtfliegerregiments (43. OMSchAP) der russischen Seefliegerkräfte. Es ist mit Su-24-Bombern und Su-30-Mehrzweckkampfflugzeugen ausgestattet. Nach russischen Angaben beteiligte sich das Regiment an der Invasion der Ukraine. Am 9. August 2022 erfolgten mehrere Explosionen auf dem Flugplatz. Mindestens acht Flugzeuge wurden dabei zerstört.